# Tihomir Vilović
Tihomir Vilović  (Korčula, 1924. – 2008.), viceadmiral JRM. Dugogodišnji Titov pobočnik.
Zapovijedao je brodom NB-3 Jadran u ratu.
U SSSR-u je završio vojno pomorsku školu. Kad je u Kumboru formirana divizija torpednih čamaca, smještenih u uvali Nirvana, poručnik bojnog broda Tihomir Vilović postao je zapovjednik. Poslije postaje admiral i pobočnik vrhovnog zapovjednika vojske i ratne mornarice u Jugoslaviji Josipa Broza Tita te zapovjednik vojno-pomorske oblasti.
Bio je sudionik 12. kongresa SKJ.
Obnašao je dužnost načelnika Mornaričke visoke škole, bio zammjenik načelnika Uprave Ratne mornarice. Umirovljen 1984. godine.

## Vanjske poveznice
- (srp.) Muzej povijesti Jugoslavije[neaktivna poveznica] Dolazak u vilu "Lovćenka" u Meljinama 31. siječnja 1977., na slici admiral Vilović s Titom i ostalima